# Choi Yeong-gil
Choi Yeong-gil (kor. 최영길; ur. 6 marca 1942) – południowokoreański zapaśnik walczący w stylu wolnym. Olimpijczyk z Tokio 1964, gdzie zajął piąte miejsce w kategorii do 57 kg.
Brązowy medalista igrzysk azjatyckich w 1962 i czwarty w 1966 roku.

## Letnie Igrzyska Olimpijskie 1964
| Konkurencja      | Rundy eliminacyjne    | Rundy eliminacyjne         | Rundy eliminacyjne  | Rundy eliminacyjne    | Rundy eliminacyjne      | Klas. końcowa |
| Konkurencja      | Przeciwnik I          | Przeciwnik II              | Przeciwnik III      | Przeciwnik IV         | Przeciwnik V            | Miejsce       |
| ---------------- | --------------------- | -------------------------- | ------------------- | --------------------- | ----------------------- | ------------- |
| 57 kg styl wolny | Kevin McGrath (AUS) Z | Tortillano Tumasis (PHI) Z | János Varga (HUN) Z | Yōjirō Uetake (JPN) P | Aydın İbrahimov (URS) P | 5.            |